# Хостел 3
Хостел 3 (енгл. Hostel: Part III) амерички је сплатер хорор филм из 2011. године, редитеља Скота Спигела, са Кипом Пардуом, Брајаном Халисејем, Џоном Хенслијем, Саром Хабел и Томасом Кречманом у главним улогама. Представља наставак филмова Хостел (2005) и Хостел 2 (2007), чији је творац Илај Рот, као и последњи део истоимене трилогије.
За разлику од претходна два дела, радња је смештена у Лас Вегасу. Продукцијска кућа Sony Pictures Releasing дистрибуирала је филм директно на видео 27. децембра 2011. Добио је помешане оцене критичара и на сајту Ротен томејтоуз оцењен је са 67%.

## Радња
Младић по имену Скот одлази са групом пријатеља у Лас Вегас и одлази да прослави момачко вече. Уместо провода по ноћним клубовима, они постаје нове жртве организације Елитни лов из претходна два дела.

## Улоге
| Глумац           | Улога   |
| ---------------- | ------- |
| Брајан Халисеј   | Скот    |
| Кип Парду        | Картер  |
| Џон Хенсли       | Џастин  |
| Сара Хабел       | Кендра  |
| Скајлер Стоун    | Мајк    |
| Зулај Хенао      | Ники    |
| Томас Кречман    | Флеминг |
| Крис Кој         | Травис  |
| Никола Шкерли    | Виктор  |
| Евелина Обоза    | Анка    |
| Кели Тибо        | Ејми    |
| Дерик Кар        | Мосберг |
| Френк Алварез    | Меса    |
| Тим Холмс        | Бердо   |
| Бери Ливингстон  | доктор  |
| Алиша Вела-Бејли | Јапанка |